# Ewa Fröling
Eva Marie Davidsdotter Fröling (født 9. august 1952 i Stockholm) er en svensk skuespillerinde. Hun blev uddannet på Teaterhögskolan i Malmö og var fra 1977 til 1988 tilknyttet Dramaten.
Fröling har for eksempel medvirket i film som Sally og friheden (1981), Pelle Haleløs (1981) og Fanny og Alexander (1982). Hun blev i 1987 nomineret en Guldbagge for sin præstation i spillefilmen Dæmoner (1986).

## Udvalgt filmografi
- Drømmen om Amerika (1976)
- Chez Nous (1978)
- Katitzi (tv-serie, 1979)
- Sally og friheden (1981)
- Pelle Haleløs (animationsfilm, 1981)
- Fanny og Alexander (1982)
- G - en gruppe med go (1983)
- To fyre og en pige (1984)
- Pelle Haleløs i Amerikat (animationsfilm, 1985)
- Dæmoner (1986)
- Jim og piraterne (1987)
- Varuhuset (tv-serie, 1987)
- S.O.S. - amatører til søs (1988)
- Clark Kent (tv-serie, 1988)
- Oksen (1991)
- Sidste dans (1993)
- Letters from the East (1995)
- Bert - den sidste uskyld (1995)
- Glaspusterens børn (1998, kun stemme)
- Gossip (2000)
- Nedtælling (2001)
- Paradiset (2003)
- Gerningstedet (tv-serie, 2006)
- Kærlighed på film (2007)
- Mænd der hader kvinder (2009)
- Frøken Mærkværdig og karrieren (animationsfilm, 2010)
- Den milde smerte (2014)
- Tommy (2014)
- Medicinen (2014)
- En chance til (2015)